# آنتونیو پتی‌گرو
 آنتونیو پتی‌گرو (انگلیسی: Antonio Pettigrew؛ ۳ نوامبر ۱۹۶۷ – ۱۰ اوت ۲۰۱۰) یک ورزشکار اهل ایالات متحده آمریکا بود.